# Norrsjön (Nordmalings socken, Ångermanland)
Norrsjön är en sjö i Nordmalings kommun i Ångermanland och ingår i Öreälven-Leduåns kustområde. Sjön har en area på 0,213 kvadratkilometer och ligger 39 meter över havet.
Sjön ligger några kilometer öster om Nordmaling och Botniabanan passerar norr om sjön.

## Delavrinningsområde
Norrsjön ingår i det delavrinningsområde (705894-168730) som SMHI kallar för Utloppet av Norrsjön. Medelhöjden är 45 meter över havet och ytan är 4,8 kvadratkilometer. Det finns inga avrinningsområden uppströms utan avrinningsområdet är högsta punkten. Vattendraget som avvattnar avrinningsområdet har biflödesordning 2, vilket innebär att vattnet flödar genom totalt 2 vattendrag innan det når havet efter 5,3 kilometer. Avrinningsområdet består mestadels av skog (46 procent) och sankmarker (49 procent). Avrinningsområdet har 0,21 kvadratkilometer vattenytor vilket ger det en sjöprocent på 4,5 procent.